# Moussa Dadis Camara
Moussa Dadis Camara (* 1. ledna 1964) je bývalý kapitán armády a bývalý prezident Guineje z titulu úřadu prezidenta Národní rady pro demokracii a rozvoj (Conseil National de la Démocratie et du Developement, CNDD), kterým se stal 23. prosince 2008, tedy den po smrti prezidenta země Lansana Contého. Z úřadu odstoupil 23. prosince 2009.
Na základě guinejské ústavy by se prozatímním prezidentem země měl stát předseda Národního shromáždění (zákonodárného sboru) Aboubacar Somparé. Ovšem armádní rebelové v čele s Camarou se chopili moci a platnost ústavy a institucí pozastavili.
Dne 3. prosince 2009 byl postřelen do hlavy. Z těžkých zranění se zotavuje v marockém Rabatu.
Moussa Camara dosud zastával v armádě pozici referenta útvaru zásobování pohonnými látkami.
31. července 2024 byl Moussa Dadis Camara shledán vinným ze „zločinů proti lidskosti“ v masakrech, ke kterým došlo v roce 2009, a byl odsouzen ke dvaceti letům vězení.